# Eisenmühle (Alfdorf)
Die Eisenmühle ist eine abgegangene Wassermühle bei Alfdorf, einer Gemeinde im baden-württembergischen Rems-Murr-Kreis. Über die Geschichte der Siedlung ist nicht mehr viel bekannt; der genaue Standort unklar. Nach einer verbreiteten Ansicht müsste sie nördlich der Strübelmühle gelegen haben. Die angegebenen Koordinaten sind also als ungefähr zu verstehen.

## Geschichte
Erstmals genannt wurde die Eisenmühle als Ysenmuln in einer Urkunde von 1251. Mit diesem Schriftstück übertrug Konrad IV., von Gottes Gnaden gewählter König, dem Schenken Walther von Limpurg (Walthero pincerne de Lympurg) einen Wildbann. In der Beschreibung der Grenze des Wildbanns wird eine Mühle (molendinum) erwähnt, welche Eisenmühle genannt wird (quod vulgariter dicitur Ysenmůln), an dem Fluss Lein, bei dem so genannten Mitteljoch (ad ripam que dicitur Leyn, et in vulgari in das Mittelioch). Nach einer verbreiteten Ansicht handelt es sich bei dem genannten Mitteljoch um eine Stelle bei der heutigen Strübelmühle. Damit könnte die Eisenmühle ein Vorgängerbauwerk gewesen oder sogar an die Stelle der Strübelmühle versetzt worden sein. Das Umsetzen von ganzen Gebäuden war im Mittelalter nicht unüblich.